# اندی گرینبرگ
اندی گرینبرگ یک روزنامه‌نگار در حوزه فناوری است و با عنوان نویسنده ارشد در مجله وایرد فعالیت می‌کند. او قبلاً به عنوان نویسنده در مجله فوربس و به عنوان همکار برای سایت Forbes.com کار می‌کرد. او کتاب‌های این ماشین اسرار را می‌کشند در ژانر افشاگری و همچنین کرم شنی را در رابطه با گروه هک همنام منتشر کرده‌است.

## مقالات
مقاله گرینبرگ در ژوئیه ۲۰۱۵ در مورد هک خودرو جیپ چارلی میلر و کریس والاسک منجر به فراخوانی ۱٫۴ میلیون خودرو توسط کرایسلر شد. در روز انتشار مقاله، لایحه ای در سنای ایالات متحده ارائه شد که به دنبال استانداردهایی برای محافظت از خودروها در برابر هک‌های دیجیتال است.
کتاب گرینبرگ در سال 2012 این ماشین اسرار را می‌کشند، به عنوان انتخاب سردبیران نیویورک تایمز انتخاب شد. در سال ۲۰۱۵ او در فیلم مستند Deep Web که در رابطه با محاکمه راس اولبریخت بود حضور پیدا کرد.
در سال ۲۰۱۴، گرینبرگ به همراه رایان مک نامزد دریافت جایزه جرالد لوب برای مقاله «مغز برادر بزرگ» در مجله فوربس شد. در همان سال، او به عنوان یکی از برندگان جایزه روزنامه نگاران امنیت سایبری برتر موسسه SANS انتخاب شد. در سال ۲۰۱۳، مقاله داستانی او در Forbes.com با عنوان "با هکرهایی که یه جاسوسان ابزارهایی می‌دهند تا رایانه شخصی شما را کرک کنند آشنا شوید (و هزینه شش رقمی را به جیب زدند)" برنده جایزه "بهترین و تنها پست وبلاگ سال" از شبکه وبلاگ نویسان امنیتی شد.
او جایزه 2019 جرالد لوب برای گزارش بین‌المللی را برای مقاله «رمزهایی که جهان را خراب کرد: داستان ناگفته NotPetya، ویرانگرترین حمله سایبری در تاریخ» دریافت کرد.
او در کتاب کرم شنی در سال ۲۰۱۹ توضیح می‌دهد که چگونه کارآگاهان دیجیتالی بدافزار «تخریبگر المپیک» را کشف کردند و آن‌قدر آن را ردیابی کردند که می‌توانستند آن را به آژانس اطلاعات نظامی روسیه، GRU نسبت دهند.

## انتشارات
- این ماشین اسرار را می‌کشد: جولیان آسانژ، سایفرپانک‌ها و مبارزه آنها برای توانمندسازی افشاگران. لندن: گروه پنگوئن، ۲۰۱۲.شابک ‎۹۷۸–۰۱۴۲۱۸۰۴۹۵.
- کرم شنی: دوره جدیدی از جنگ سایبری و شکار خطرناک‌ترین هکرهای کرملین. شهر نیویورک: انتشارات Knopf Doubleday، ۲۰۱۹. شابک ‎۹۷۸−۰−۳۸۵−۵۴۴۴۱−۲شابک 978-0-385-54441-2.
- دنبال کنندگان در تاریکی: شکار جهانی برای اربابان خلافکار رمزارز. انتشارات Doubleday، پیش‌بینی شده در ۱۵ نوامبر ۲۰۲۲.

## مطالعات بیشتر
- کرم کامپیوتری